# 2024年科羅拉多州修正案79
修正案79（英語：Amendment 79），是美國科羅拉多州於2024年11月5日通過的一次公投，提案訴求保障墮胎權利。並廢除政府禁止提供醫療資源供墮胎法規。